# Las Colonias (departement)
Las Colonias is een departement in de Argentijnse provincie Santa Fé. Het departement (Spaans:  departamento) heeft een oppervlakte van 6.439 km² en telt 95.202 inwoners.

## Plaatsen in departement Las Colonias
- Colonia Cavour
- Colonia San José
- Cululú
- Elisa
- Empalme San Carlos
- Esperanza
- Felicia
- Franck
- Grutly
- Hipatía
- Humboldt
- Ituzaingó
- Jacinto L. Aráuz
- La Pelada
- Las Tunas
- María Luisa
- Matilde
- Nuevo Torino
- Pilar
- Progreso
- Providencia
- Pujato Norte
- Rivadavia
- Sa Pereira
- San Agustín
- San Carlos Centro
- San Carlos Norte
- San Carlos Sud
- San Jerónimo del Sauce
- San Jerónimo Norte
- San Mariano
- Santa Clara de Buena Vista
- Santa María Centro
- Santa María Norte
- Santo Domingo
- Sarmiento
- Soutomayor